# Neto (arquitectura)

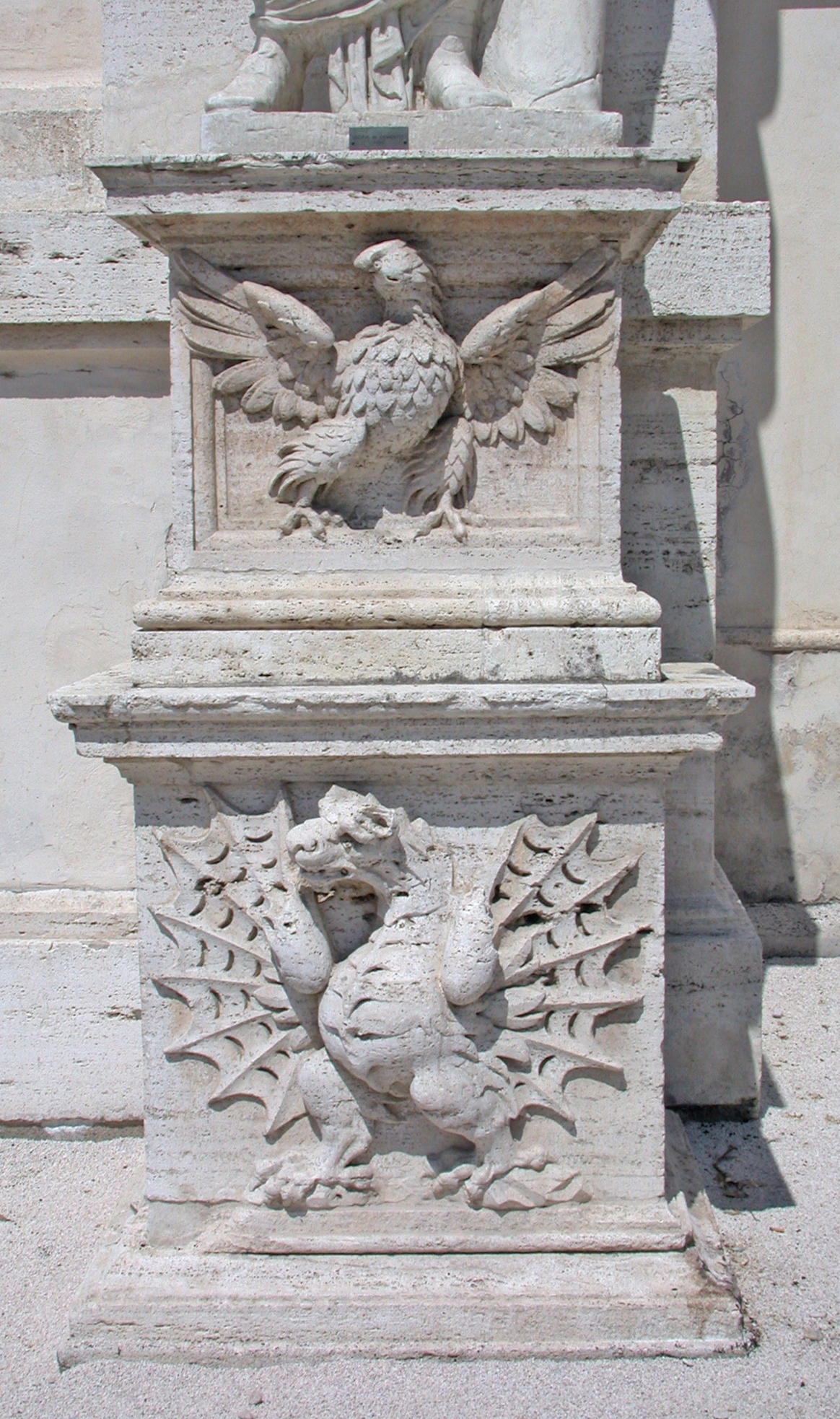
Pedestal con dos dados decorados con animales heráldicos y cada uno con su propio coronamiento y zócalo.(Galería Borghese, Roma).

Diagrama de una pared ilustrando con franjas naranjas la moldura de coronamiento (arriba), riel del dado (centro) y el zócalo (abajo). El dado se encuentra entre el riel y el zócalo.

Un neto, o dado en arquitectura clásica o renacentista, es el paralelepípedo cuadrado o rectangular que compone la parte media de un pedestal, situado entre el coronamiento, cornisa o cimacio y el zócalo o basa.
En arquitectura posterior, un dado es la parte inferior de una pared interior cuando se reviste con paneles, se pinta o decora.
Las paredes internas fueron tratadas de este modo entre los siglos XVI y XVIII, aunque hacia el final de ese período, usualmente, el dado se aplanó y simplemente quedó definido por un riel a lo largo de la pared.

## Etimología
Dado viene probablemente del latín datum, "dato", "pieza de juego", que luego tomaría el italiano con el significado de dado, pasando de un término de juego a uno arquitectónico.

## Tratamiento decorativo

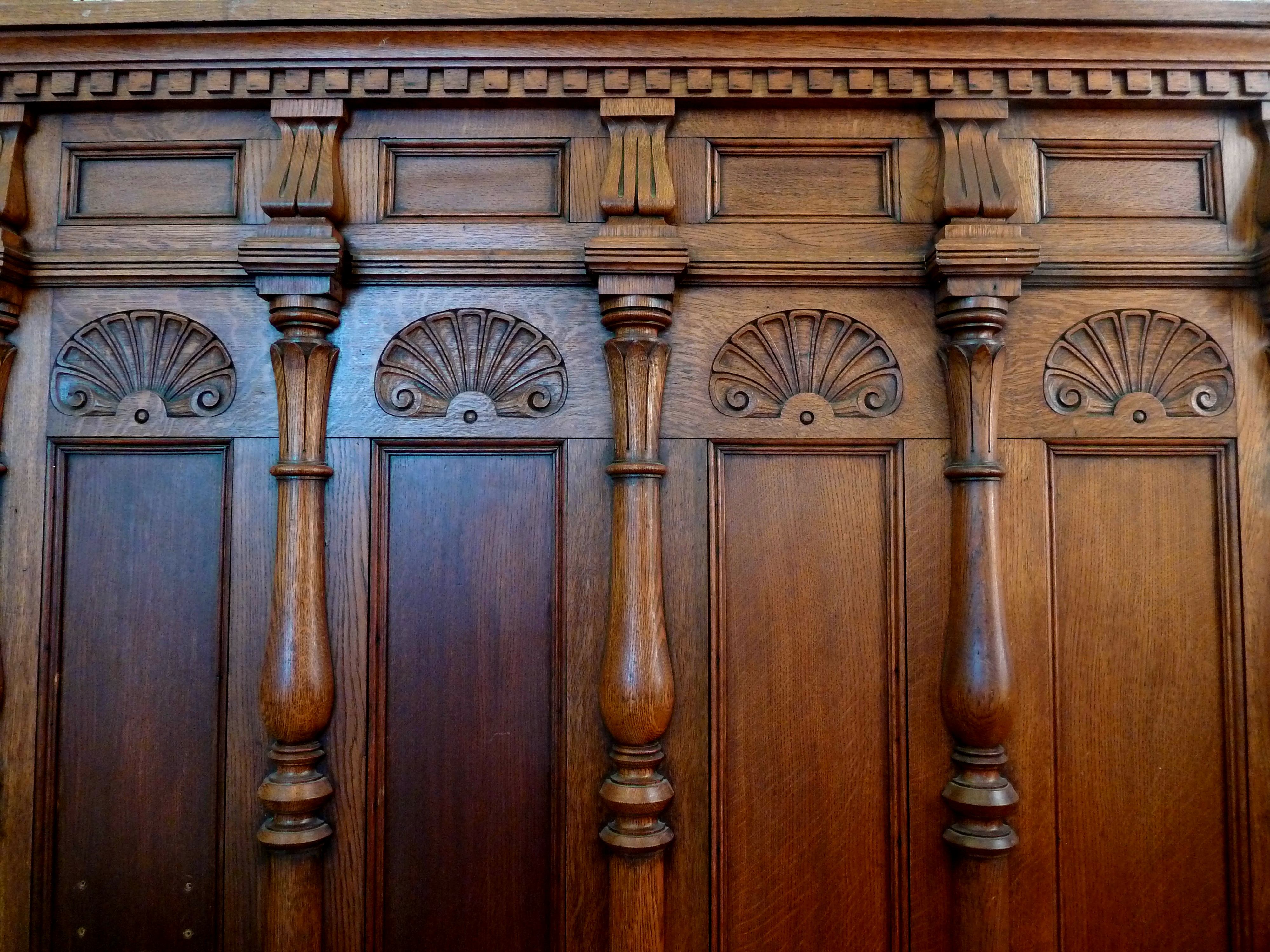
Dado tallado en roble, diseñado por W.S. Barber en Spring Hall, Halifax.

Esta área inferior de la pared se enfrenta o recibe un tratamiento decorativo diferente al de la parte superior de la pared, por ejemplo mediante empanelamiento, papel pintado o lincrusta. El propósito del tratamiento del dado a una pared suele ser, al tiempo, estético y funcional. Históricamente, el empanelamiento debajo del riel del dado se instalaba para cubrir la parte inferior de la pared que estaba sujeta a las manchas asociadas con la humedad ascendente, además, de brindar protección al mobiliario y el tránsito de personas. El riel del dado a veces se denomina, engañosamente, como riel de silla, aunque su función es principalmente estética y no protege la pared de los respaldos de las sillas.
Con el tiempo, también se habla de dado para referirse a los ornamentos que adornan esta parte de la pared.